# Bassopiano di Abyj
Il Bassopiano di Abyj (in russo Абыйская низменность?, Abyjskaja nizmennost') è un'area pianeggiante nel nord-est della Repubblica Autonoma della Sacha-Jacuzia, nella Russia siberiana orientale.
La superficie totale della pianura raggiunge i 1 500 km². Le altezze prevalenti vanno dai 30 ai 94 m sul livello del mare. La maggior parte del territorio è occupata dall'Abyjskij ulus (distretto). È situato nel medio corso del fiume Indigirka  dove confluiscono due grandi affluenti di sinistra: Selennjach, Ujandina e, tra i due, la Družina. La Badjaricha ne segna invece il confine orientale. Numerosi sono i corsi d'acqua e i laghi (oltre 15 000). Al limite settentrionale del bassopiano si trova il lago più grande, l'Ožogino.
Su tutti i lati, la pianura è circondata da montagne: i Monti del Selennjach a ovest, i Monti Čemalginskij a sud, i Monti della Moma a sud-est, l'Altopiano dell'Alazeja a est e, infine, la Alture Polousnyj a nord. A causa del ristagno di aria fredda, gli inverni sono gelidi e con poca neve, le estati sono brevi, ma piuttosto afose.